# Island Trail
Pour les articles homonymes, voir Island.
L'Island Trail est un sentier de randonnée américain dans le comté de Coconino, en Arizona. Il est entièrement situé au sein du Walnut Canyon National Monument, où il pénètre le canyon Walnut.